# Mediterrane Dialoog
Mediterrane Dialoog of de Mediterrane Dialooggroep is een samenwerkingsplatform tussen de NAVO en zeven landen aan de Middellandse Zee. De groep werd opgericht in 1994 en heeft als doel om goede betrekkingen en een beter wederzijds begrip en vertrouwen te genereren in de hele regio, waarbij regionale veiligheid en stabiliteit worden bevorderd en het NAVO-beleid en doelstellingen worden uitgelegd.
De dialoog weerspiegelt de politiek van de NAVO dat de veiligheid in Europa aan de veiligheid en stabiliteit in het Middellandse Zeegebied is gekoppeld. Het versterkt ook en is een aanvulling op het Europees-mediterrane partnerschap (Barcelona-proces) en het mediterrane initiatief van de OVSE. 

## Leden

Lidstaten NAVO
Leden Mediterrane Dialoog
Leden Partnerschap voor vrede

De Mediterrane Dialooggroep startte met vijf landen. Later kwamen er nog twee landen bij. Verdere toekomstige lidmaatschappen zijn er niet gepland.

### Oorspronkelijke leden
- Egypte (sinds februari 1995)
- Israël (sinds februari 1995)
- Mauritanië (sinds februari 1995)
- Marokko (sinds februari 1995)
- Tunesië (sinds februari 1995)

### Navolgend
- Jordanië (sinds november 1995)
- Algerije (sinds maart 2000)

## Individueel samenwerkingsprogramma
Op 16 oktober 2006 rondden de NAVO en Israël het allereerste individuele samenwerkingsprogramma af onder auspiciën van de Mediterrane Dialooggroep, waarbij Israël zal bijdragen aan de maritieme Operation Active Endeavour van de NAVO. Het individuele samenwerkingsprogramma omvat vele terreinen van gemeenschappelijk belang, zoals de strijd tegen het terrorisme en gezamenlijke militaire oefeningen in de Middellandse Zee. Er zijn ook overeenkomsten voor individuele samenwerkingsprogramma's getekend met Egypte (2007) en Jordanië (2009). De NAVO verwacht in de toekomst meer overeenkomsten met andere leden te kunnen tekenen.